# Melanolophia venedictoffae
Melanolophia venedictoffae är en fjärilsart som beskrevs av Claude Herbulot 1976. Melanolophia venedictoffae ingår i släktet Melanolophia och familjen mätare. Inga underarter finns listade i Catalogue of Life.